# Titularbistum Thurio
Thurio ist ein Titularbistum der römisch-katholischen Kirche. Es geht zurück auf das Bistum der antiken Stadt Thurioi in Unteritalien (Kalabrien).
| Titularbischöfe von Thurio |                                                  |                       |                   |     |
| Nr.                        | Name                                             | Amt                   | von               | bis |
| 1                          | Antonio Lucibello Titularerzbischof pro hac vice | Apostolischer Nuntius | 8. September 1995 |     |